# Ін-Геззам
Ін-Геззам (араб. إن ڨزام) — місто і комуна в південній частині Алжира. Адміністративний центр однойменного вілаєту.

## Географія
Місто розташовується на сході вілаєта в межах центральної частини Сахари, біля державного кордону із Нігером, на відстані близько 1910 кілометрів на південний схід (SSE) від столиці країни Алжиру. Абсолютна висота — 399 метрів над рівнем моря.
Комуна Ін-Геззам межує із комунами Тін-Заватін, Абалесса, Таманрассет, Тазрук, також із територією Нігеру. Її площа складає 46 813 км².

### Клімат
Клімат міста характеризується як аридний спекотний (BWh за класифікацією Кеппена). Опади протягом року практично відсутні (середньорічна кількість — 43 мм). Середньорічна температура становить 27,9 °C. Середня температура найхолоднішого місяця (січень) становить 18,6 °С, найбільш спекотного місяця (червень) — 34,6 °С..
| Клімат Ін-Геззам          | Клімат Ін-Геззам | Клімат Ін-Геззам | Клімат Ін-Геззам | Клімат Ін-Геззам | Клімат Ін-Геззам | Клімат Ін-Геззам | Клімат Ін-Геззам | Клімат Ін-Геззам | Клімат Ін-Геззам | Клімат Ін-Геззам | Клімат Ін-Геззам | Клімат Ін-Геззам | Клімат Ін-Геззам |
| Показник                  | Січ.             | Лют.             | Бер.             | Квіт.            | Трав.            | Черв.            | Лип.             | Серп.            | Вер.             | Жовт.            | Лист.            | Груд.            |                  |
| Середній максимум, °C     | 26,5             | 29,3             | 33,7             | 38,3             | 41,0             | 41,6             | 40,1             | 39,0             | 38,9             | 37,0             | 32,6             | 28,4             |                  |
| Середня температура, °C   | 18,6             | 21,1             | 25,3             | 30,1             | 33,3             | 34,6             | 33,3             | 32,4             | 31,8             | 29,3             | 24,6             | 20,6             |                  |
| Середній мінімум, °C      | 10,7             | 13,0             | 17,0             | 22,0             | 25,6             | 27,6             | 26,5             | 25,9             | 24,8             | 21,6             | 16,6             | 12,8             |                  |
| ------------------------- | ---------------- | ---------------- | ---------------- | ---------------- | ---------------- | ---------------- | ---------------- | ---------------- | ---------------- | ---------------- | ---------------- | ---------------- | ---------------- |
| Джерело: Climate-data.org |                  |                  |                  |                  |                  |                  |                  |                  |                  |                  |                  |                  |                  |

## Населення
Згідно з данними офіційного перепису 2008 року чисельність населення комуни становила 7045 осіб. Доля чоловічого населення становить 51,7 %, жіночого — відповідно 48,3 %. Рівень грамотності населення становить 39,4 %. Рівень грамотності серед чоловічого населення становить 50,7 %, серед жіночого — 27,1 %. 1,7 % жителів Ін-Геззама мали вищу освіту, 4,9 % — середню освіту.

## Транспорт
Через місто проходить Транссахарське шосе. На південно-західній околиці розташований однойменний аеропорт.